# Canon EF 20mm-objectief
De Canon EF 20mm f/2.8 USM is een groothoekobjectief met een vaste brandpuntsafstand, gemaakt door de Japanse fabrikant Canon. Dankzij de EF-lensvatting is dit objectief geschikt voor de EOS-cameralijn van dezelfde fabrikant.